# Bobby Heenan
Raymond Louis Heenan (Chicago, Illinois; 1 de noviembre de 1944-Largo, Florida; 17 de septiembre de 2017), más conocido como Bobby "The Brain" Heenan, fue un mánager y comentarista de lucha libre profesional, especialmente conocido por su trabajo en la World Wrestling Federation (WWF) y la World Championship Wrestling (WCW).

## Carrera

### Inicios
Aficionado a la lucha libre profesional desde pequeño, Heenan comenzó en el mundo de la lucha muy joven, llevando el equipaje de los luchadores y vendiendo refrescos en los eventos. Su debut oficial fue en 1965 como un cobarde manager heel. En esa época era habitual que los luchadores heel fueran acompañados por un mánager que hablase por ellos en las entrevistas, increpara al público durante los combates y colaborase en sus victorias haciendo trampas. Con el tiempo, Heenan comenzó a representar a algunos de los luchadores más importantes del mundo, creando The Heenan Family, un stable que existió simultáneamente en varias federaciones por más de 20 años. A Heenan no le agrada el término "stable" (establo en español), sentenciando que solo debería hacer referencia al lugar donde se guardan los caballos.

### American Wrestling Association
En 1969, Heenan se une a la American Wrestling Association (AWA) como mánager de The Blackjacks y la pareja formada por Nick Bockwinkel y Ray "The Clipper" Stevens, que bajo la dirección de Heenan se convirtieron en varias ocasiones en Campeones en Parejas de la AWA. Esta federación fue el punto de partida de la primera Heenan Family, que integraba a Bockwinkel, Stevens, Bobby Duncum Sr. y Blackjack Lanza. En 1975, con Heenan en su esquina, Bockwinkel se hace con el primero de varios Campeonatos de la AWA, poniendo fin al reinado de siete años de Verne Gragne. Mientras Bockwinkel era campeón individual, en 1976, Lanza y Duncum se proclaman campeones en parejas, convirtiendo a Heenan en el primer mánager de la historia en dirigir tanto al campeón mundial como a los campeones en parejas en una de las principales compañías. Es en esta época cuando Dick Bruiser llamaría a Heenan "Weasel" (comadreja en español), apodo por el que sería conocido por los luchadores face el resto de su carrera.
A comienzos de 1979, Heenan abandona la AWA para trabajar en la Georgia Championship Wrestling (el motivo en kayfabe de su marcha fue una sanción por un año en la AWA). A finales de ese mismo año regresa para renovar los éxitos de Nick Bockwinkel, incluida la defensa del campeonato ante un joven aspirante llamado Hulk Hogan en 1983. Heenan también manejó a Ken Patera a su llegada a la AWA en 1982, pero Patera se unió a Adnan Al-Kaissie después de una lesión en el cuello alejara a Heenan de los cuadriláteros por una temporada.

### World Wrestling Federation

#### Mánager
En 1984, Vince McMahon contrata a Heenan para que maneje a Jesse "The Body" Ventura, pero ese mismo año Ventura se vio obligado a retirarse de la lucha activa tras desarrollar coágulos de sangre en sus pulmones. Inmediatamente Heenan comienza a dirigir a Big John Studd en su feudo con André the Giant, comenzando así la reforma de la Heenan Family y convirtiéndose en uno de los hombres más odiados de la promoción, sino el que más.
Heenan y la Heenan Family mantuvieron un gran feudo con el principal ícono de la lucha lubre en los 80, Hulk Hogan, llegando a enfrentarse dos veces a él por el título en WrestleMania, King Kong Bundy en 1986 y André the Giant en 1987. Otra de sus rivalidades más importantes fue contra The Ultimate Warrior, que forzó a Heenan a vestir un disfraz de comadreja tras ser derrotado, algo que ya había hecho Heenan en la AWA.
Tras ser ridiculizado por los comentaristas (especialmente Gorilla Monsoon) en sus primeros cinco años en la WWF por no haber ganado nunca un campeonato, Heenan dirigió a varios Campeones en Parejas, incluidos The Brain Busters (Arn Anderson y Tully Blanchard) y The Colossal Connection (André the Giant y Haku). También llevaría a "Ravishing" Rick Rude y a Mr. Perfect hasta el WWE Intercontinental Championship e introduciría al "verdadero campeón mundial de los pesos pesados" Ric Flair (en aquel momento NWA World Heavyweight Champion) a la WWF en 1991 y a "Narcissist" Lex Luger en el Royal Rumble 1993. Heenan actuaría como consejero y en algunas ocasiones mánager de Ric Flair durante sus primera época en la WWF, acuñando frases como "That's not fair to Flair" y "You got to be fair to Flair". Bobby Heenan también realizó una parodía de un talk show llamada "The Bobby Heenan Show", el cual se dividía en cuatro partes dentro del programa semanal de la WWF.
En 1991 abandona su trabajo como mánager para dedicarse a tiempo completo a locución de los eventos, apoyando descaradamente al bando heel y tratando hacer trampas y ayudarlos bajo cuerda. La principal razón por la que dejó de manejar luchadores fueron sus molestias en el cuello, que le impedían actuar de la forma en que habitualmente lo hacía.

#### Comentarista
En 1986 Heenan comenzó a narrar los programas de la WWF al mismo tiempo que continuaban dirigiendo luchadores, ocupando el lugar de su ex-pupilo Jesse Ventura junto a Gorilla Monsoon. Trabajaban generalmente sin guion, con Heenan siendo un verdadero provocador y Monsoon como la voz de la razón crearon algunos momentos clásicos dentro de la narración de la lucha libre profesional. Heenan se autodefinía como "narrador periodístico" para camuflar su obvio favoritismo por el bando heel, se refería a la audiencia como "humanoides" y a los luchadores face, especialmente a los jobbers, como "ham-and-eggers" (jamón y huevos en español).
Heenan, forzado porque su lesión de cuello era incompatible con las extensas jornadas de trabajo, abandona la WWF a finales de 1993. Su idea original era retirarse, pasar más tiempo con su familia y descansar, pero la WCW contacto con él inmediatamente después de dejar la WWF. En un principio rechazo la oferta, pero finalmente aceptó ya que la WCW le ofreció un calendario de trabajo más ligero, su sede estaba en Atlanta, Georgia (donde estudiaba su hija), y que Ted Turner se haría cargo de su seguro médico. Otras fuentes apuntan a que su salida de la WWF se debió a un importante recorte salarial propuesto por Vince McMahon.
Su marcha de la WWF se reprentó en antena, mediante kayfabe, cuando Gorilla Monsoon, harto de los insultos de Heenan, lo expulsó del centro deportivo donde se estaba desarrollando el Monday Night Raw.

### World Championship Wrestling
En 1994, Bobby Heenan se unió a la WCW como comentarista a tiempo completo. Trabajó como narrador en la programación semanal de la empresa, así como en los eventos especiales de la compañía. Heenan no se encontraba a gusto en la WCW debido a un ambiente de trabajo muy negativo, el cual describiría como la noche y el día en comparación con la WWF, y al hecho de que le informaran, de una forma no muy agradable, de que como comentarista la compañía no necesitaba su opinión en la creación y desarrollo de los storylines.
En 1995, después de doce años de padecimientos, Heenan finalmente pudo ser operado de su lesión en el cuello.
En la edición de 1996 del evento Great American Bash realizó un fugaz regreso a los aledaños del ring, manejando a Ric Flair y Arn Anderson en su victoria sobre Steve McMichael y Kevin Greene.
A finales de 1999, la WCW comienza a prescindir de los servicios de Heenan, sustituyéndolo por Mark Madden, para finalmente despedirlo en noviembre de 2000.

#### El Incidente Pillman
Durante la retransmisión del Clash of the Champions del 23 de enero de 1996, Heenan dijo en directo, "What the fuck are you doing?" cuando Brian Pillman le agarra del cuello, recientemente operado, siguiendo su gimmick de luchador fuera de control. Posteriormente, Heenan se disculparía en el aire por sus palabras y, de acuerdo también a las declaraciones de Heenan, Pillman se disculpó ante él, ya que desconocía sus problemas en el cuello y las órdenes de la organización de no tocarle debido a su lesión. Las palabras de Heenan fueron editadas en todas las grabaciones de la WCW, pero pueden oírse en el DVD lanzado en 2006 acerca de la carrera profesional de Pillman.

### 2001-2008
Tras su marcha de la WCW Heenan se mantiene ocupado. Participa como comentarista invitado en el Legend Battle Royal de WrestleMania X-Seven, trabaja brevemente como "representante" de Curt Hennig en X Wrestling Federation, vuelve a colaborar con la WWE en WrestleMania XX y tiene un pequeño feudo con Jim Cornette en Ring of Honor en 2004.
Heenan colaboraría con TNA Wrestling en 2005, presentando a los luchadores A.J. Styles, Chris Sabin y Sonjay Dutt, siendo esta su única aparición como personaje face en toda su carrera. En 2006 haría una nueva aparición en la empresa ofreciéndose como mánager del agente libre Bobby Roode.
Su última aparición pública sería el 11 de junio de 2007 en el WWE Draft, dentro de la sección "Mr. McMahon Appreciation Night".
También ha escrito dos obras autobiográficas, Bobby The Brain: Wrestling's Bad Boy Tells All en 2002 y Chair Shots & Other Obstacles: Winning Life's Wrestling Matches en 2003 con introducción de Ric Flair.

#### WWE Hall of Fame
En 2004 Heenan fue inducido al Salón de la Fama de la WWE por Blackjack Lanza. En su discurso de entrada, rinde tributo a su fallecido compañero y gran amigo Gorilla Monsoon con las siguientes palabras, "I wish Monsoon were here" (Ojalá Monsoon estuviera aquí).
Posteriormente Heenan introduciría dentro del Salón de la Fama de la WWE a sus antiguos protegidos Paul Orndorff en 2005, Blackjack Mulligan y Blackjack Lanza en 2006 y a Nick Bockwinkel en 2007.

## Vida privada, enfermedad y muerte
Bobby Heenan estuvo casado más de 30 años con su mujer Cynthia, con la que tuvo una sola hija, Jessica.
A pesar de su enorme rivalidad en antena durante su época en la WWF, Heenan era íntimo amigo del narrador de la compañía Gorilla Monsoon. Heenan rompió a llorar cuando junto a Tony Schiavone anunció la muerte de Monsoon el 11 de octubre de 1999 en WCW Monday Nitro. A pesar de que Monsoon nunca había trabajado para la WCW, Heenan insistió en comunicar el fallecimiento de su gran amigo. Otro de sus mejores amigos es Gene Okerlund.
En enero de 2002 Heenan comunicó en su website que estaba luchando contra un cáncer de garganta:

I just want to let all the wonderful "humanoids" out there know how grateful I am for the good wishes...

Yes, I do have troath cancer, but I plat on beating this too.

If the late, great Gorilla Monsoon couldn't shut me up, cancer isn't going to either...

Solo quiero hacer saber a todos esos magníficos "humanoides" de ahí fuera lo agradecido que estoy por sus buenos deseos...

Si, tengo cáncer de garganta, pero planeo vencerlo también.

Si el fallecido gran Gorilla Monsoon no pudo hacerme callar, no será el cáncer el que lo haga...

Heenan se recuperó lentamente de esta enfermedad, pero sufrió una gran perdida de peso e importantes cambios en sus aspecto físico y en su voz, provocando así la aparición de drásticos rumores que llegaron a situarlo en estado terminal. En diciembre de 2007 Heenan se sometió a una reconstrucción de mandíbula, después de que una primera operación no tuviera éxito. Para ello fue inducido en un coma médico, del cual pudo salir a comienzos de 2008. Bobby Heenan pudo recuperarse notablemente de su condición y comenzó a hablar nuevamente, aunque solo podía decir algunas palabras antes de que su mandíbula se cansase a los pocos minutos de comenzar una conversación.
Durante el Podcast Show, Poetry in Motion (Poesía en Movimiento), dirigido por el exluchador Lanny "The Genius" Poffo, este informó una muy triste noticia.
El WWE Hall of Famer, Bobby “The Brain” Heenan, ha recaído en un estado de coma, del cual se recuperó hace una semana en un hospital de Tampa, Florida, pero la verdad, es que según los médicos, como va su lenta recuperación, no se espera mejoría alguna.
Poffo añadió que Heenan se encuentra inconsciente y ha perdido la noción de su entorno.
Bobby Heenan falleció el 17 de septiembre de 2017 tras una larga batalla contra el cáncer.

## Luchadores dirigidos
| - Nick Bockwinkel - Ray Stevens - Angelo Poffo - Bobby Duncum Sr. - Blackjack Lanza - Blackjack Mulligan - Adrian Adonis - Big John Studd - Ken Patera - King Kong Bundy | - André the Giant - Rick Rude - Paul Orndorff - Harley Race - The Islanders (Haku and Tama) - Hercules Hernández - The Barbarian - Mr. Perfect/Curt Hennig - "Red Rooster" Terry Taylor - Brain Busters (Arn Anderson and Tully Blanchard) | - The Brooklyn Brawler - Ric Flair - The Missing Link - Nikolai Volkoff - Colt Cabana - CM Punk - Baron von Raschke - Ernie Ladd - Dick Warren - Killer Karl Kox |

## Campeonatos y logros
- Cauliflower Alley Club

- Iron Mike Mazurki Award (2002)

- Pro Wrestling Illustrated

- Manager of the Year Award (1972, 1976, 1989, 1991)
- PWI Premio Stanley Weston - 2012

- Professional Wrestling Hall of Fame and Museum

- 2006

- St. Louis Wrestling Hall of Fame

- 2010

- World Wrestling Entertainment

- WWE Hall of Fame (2004)

- Wrestling Observer Newsletter awards

- Wrestling Observer Newsletter Hall of Fame (1996)